# Великий Бог

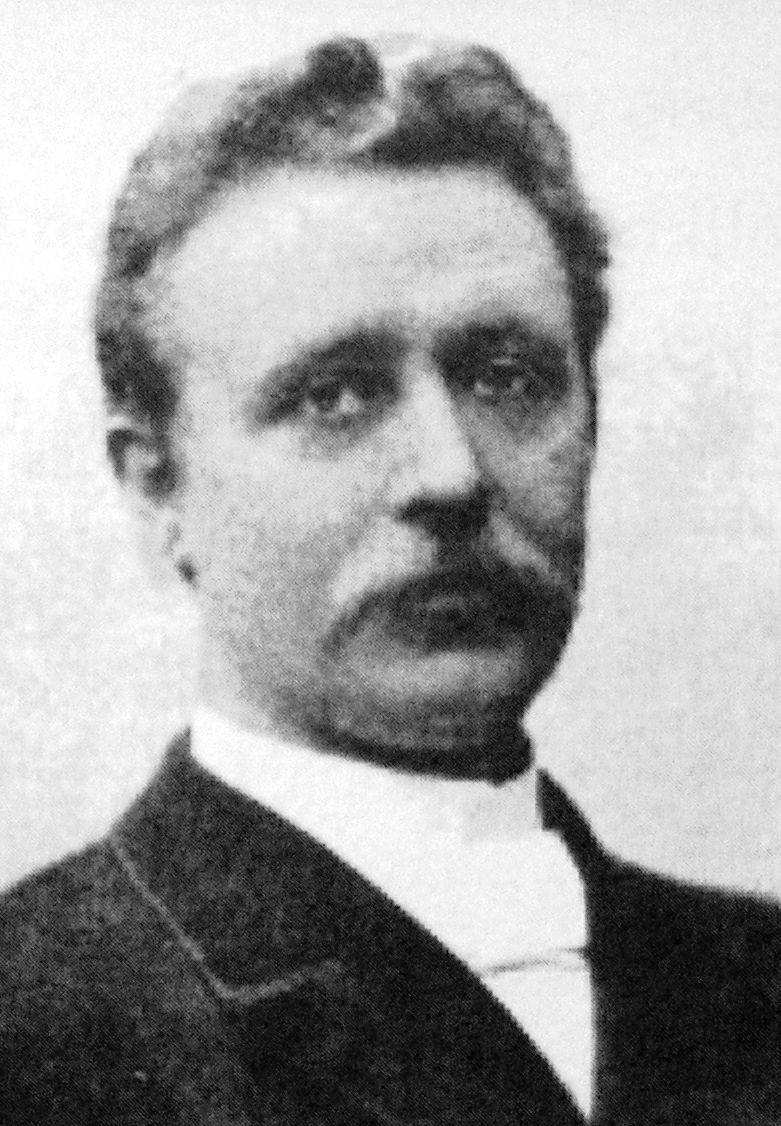
Карл Густав Боберг

«Великий Бог» — известный в мире под английским названием «How Great Thou Art» (Как Ты велик!) христианский гимн XIX века.
Текст гимна основан на стихотворении шведского поэта Карла Густава Боберга (1859—1940), написанного им в 1885 году. Основой для мелодии гимна послужила шведская народная песня. Интересно, что столь популярный сейчас во всем мире английский текст был переведён с русского текста. Его сделал английский миссионер Стюарт Хайн, который также добавил два куплета, написанных им самим. Основную роль в популяризации сыграли Джордж Беверли Ши и Клифф Барроуз в период евангелизационной кампании Билли Грэма. Гимн был выбран одним из любимых произведений британской программы «Би-би-си» — «Песни славословия». «How Great Thou Art» занимает второе место (после «Amazing Grace») в списке любимых гимнов всех времён, составленный журналом «Today’s Christian» в 2001 году. В апреле 1974 года журнал «Христианский вестник» (англ. Christian Herald) в опросе своих читателей назвал «Великий Бог» гимном № 1 в Америке. Слова этого гимна переведены на многие языки мира, его поют на всех континентах и общим пением на христианских собраниях, и многими известными и малоизвестными певцами и на евангелизационных мероприятиях, и на концертных площадках. Гимн часто используется в качестве саундтреков к художественным фильмам и телевизионным программам. «How Great Thou Art» назван любимой госпел-композицией трёх президентов США.

## Оригинал
Первоначальным шведским текстом было стихотворение «O store Gud» (русск. O, Великий Бог), написанное шведским пастором и членом шведского парламента Карлом Бобергом в 1886 году. Полный текст включал 9 строф.

## История создания гимна

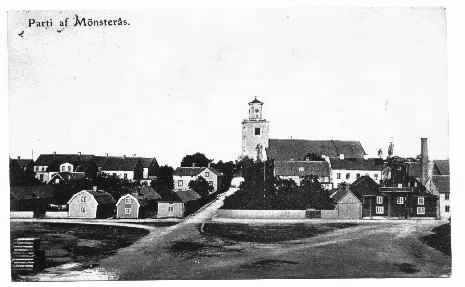
Почтовая открытка с изображением города Мёнстерос, Швеция (1900)

По воспоминаниям современников, идея написания этого стихотворения пришла к Бобергу, когда он был поражён величием Господа, увидев такую картину: внезапно разразившаяся гроза, сменилась ясным полуденным солнцем и радостным щебетанием птиц. Именно в состоянии мирного покоя, навеянного природой на заливе Мёнстерос, Боберг почувствовал вдохновение, и в ту же ночь написал первые строфы стихов. Боберг записал свои восхваления в девятистрофном стихотворении, начинающимся шведскими словами «O store Gud, nar jag den varld beskader». О величии Господа писал в Новом Завете и апостол Павел в послании к Римлянам: «Ибо невидимое Его, вечная сила Его и Божество, от создания мира через рассматривание творений видимы» (Рим. 1:19-20). Современные богословы утверждают, что для понимания сущности божьего творения можно считать божественную мудрость и бесконечную милость. Люди были научены Богом через природу и жизненные опыты. Автор книг «Дважды рождённые гимны» (1976) и «Споём их снова» (1985) Дж. Ирвин Эриксон пишет:

Карл Боберг вместе с друзьями возвращались из шведского города Кронобэка в Мёнстерос, где они приняли участие в дневном богослужении. Природа полнилась мирным покоем погожей осени. Небо было ясно и безоблачным. Но вскоре картина сменилась грозовыми тучами и огненная молния рассекла всё небо. Штормовые ветры, несущиеся с огромной скоростью, вздымали облака соломенной пыли. В этот момент вокруг потемнело, грянул гром и начался проливной дождь. Когда шторм постепенно отступил и стих ветер, на небе появилась радуга и ослепительно яркое солнце. Вернувшись домой, Боберг открыл окно и перед его глазами предстал залив Мёнстерос, который был похож на зеркало… Затем он услышал успокаивающее, приятное пение птиц с деревьев вблизи. С приходом вечера начали мерно звонить церковные колокола. Именно эта последовательность звуков, событий и впечатлений вдохновила его на написание песни.Оригинальный текст (англ.)Carl Boberg and some friends were returning home to Mönsterås from Kronobäck, where they had participated in an afternoon service. Nature was at its peak that radiant afternoon. Presently a thundercloud appeared on the horizon, and soon sharp lightning flashed across the sky. Strong winds swept over the meadows and billowing fields of grain. The thunder pealed in loud claps. Then rain came in cool fresh showers. In a little while the storm was over, and a rainbow appeared. When Boberg arrived home, he opened the window and saw the bay of Mönsterås like a mirror before him… From the woods on the other side of the bay, he heard the song of a thrush…the church bells were tolling in the quiet evening. It was this series of sights, sounds, and experiences that inspired the writing of the song— Д. Ирвин Эриксон
Сам автор характеризует своё сочинение как попытку рассказать о том, как он был поражён величием Господа. Но прежде, чем Боберга посетила идея написания стихотворения, произошли события, о которых сам автор рассказывал так:

Это произошло в то время года, когда всё вокруг приобретало богатую окраску. За окном пели птицы. И в один из таких тёплых солнечных дней, нас застала гроза с внушающим благоговейный страх сверканием молнии. Мы должны были поторопиться, чтобы успеть укрыться от стихии. Но к моему удивлению, шторм внезапно закончился — и разразившаяся гроза сменилась ясным полуденным солнцем и радостным щебетанием птиц. Вернувшись домой, я открыл окно, выходящее к морю. И услышал завораживающий звон колоколов, игравших мелодию «Когда часы вечности позвали мою спасённую душу к священному дню отдохновения». Очевидно, где-то поблизости проходили похороны. Тем же вечером я написал «O Store Gud». Оригинальный текст (англ.) It was that time of year when everything seemed to be in its richest colouring; the birds were singing in trees and everywhere. It was very warm; a thunderstorm appeared on the horizon and soon thunder and lightning. We had to hurry to shelter. But the storm was soon over and the clear sky appeared. When I came home I opened my window toward the sea. There evidently had been a funeral and the bells were playing the tune of 'When eternity's clock calling my saved soul to its Sabbath rest.' That evening, I wrote the song, O Store Gud".— Карл Боберг

## Публикация и музыка
Господи, Господь наш, как чудно имя Твоё по всей земле, ибо превознеслось великолепие Твоё превыше небес! Из уст младенцев и грудных детей Ты устроил хвалу ради врагов Твоих, чтобы уничтожить врага и мстителя. Когда увижу небеса — дела перстов Твоих, луну и звёзды, которые Ты утвердил, то что – человек, что Ты помнишь его, или сын человеческий, что посещаешь его? Чем-то малым Ты умалил его пред Ангелами, славою и честью увенчал его, и поставил его над делами рук Твоих, всё покорил под ноги его: овец и всех волов, а ещё и скот на полях, птиц небесных и рыб морских, всё проходящее стезями морскими. Господи, Господь наш, как чудно имя Твоё по всей земле!
Основой для мелодии гимна послужила старая шведская народная песня. Первое исполнение гимна было зафиксировано в церкви шведской провинции Вермланд в 1888 году. Впервые «O Store Gud» был напечатан в журнале Mönsterås Tidningen 13 марта 1886 года. Восемь куплетов с музыкой к ним были изданы в 1890 году в журнале «Sions Harpan».
Будучи одним из ведущих проповедников своего времени, в 1890 году Боберг стал преуспевающим издателем журнала «Sanningsvitten» (русск. Правдивый свидетель). 16 апреля 1891 году гимн с девятью куплетами был опубликован в журнале Sanningsvittnet. В нотном тексте гимн был представлен с размером такта — 3/4. В 1894 году в Песеннике Пресвитерианской церкви завета в Швеции (швед. Svenska Missionsförbundet sångbok) было опубликовано стихотворение «O Store Gud», где размер такта обозначен как 4/4 (четыре четверти). Позднее Боберг приобрёл права на владение Svenska Missionsförbundet (в переводе со швед. — «Пресвитерианская Церковь Завета в Швеции»). Инструментовка гимна для фортепиано и гитары принадлежит Адольфу Эдгрену (1858—1921), органисту и преподавателю музыки, мигрировавшему в США. Внучатый племянник Карла Боберга, Бад вспоминает:

Как рассказывал мой папа, сочинение «O Store Gud» является перифразом 8 Псалома, который читали в «подземной церкви» (церковь, не принадлежащая ни к одному из признанных вероисповеданий), расположенной в Швеции в конце 1800-х. В те годы гонениям подвергались как баптисты, так и близкие друзья миссионеров.

## Перевод и распространение песни

### Немецкий перевод (1907)
Позже в 1907 году текст этой песни был переведён со шведского на немецкий язык жителем Эстонии Манфредом фон Гленом (1867—1924 и стал называться «Wie gross bist Du» (русск. Как Ты велик). Гимн пользовался широкой популярностью в Германии, где до сих пор известен под названием «Wie groß bist Du». Впервые Манфред услышал этот гимн в Эстонии, где его исполняли балтийские шведы. Впервые гимн был издан в журнале «Blankenburger Lieder». В первой строфе немецкого гимна встречаются слова «Du großer Gott».
| Немецкий перевод |
| --- |
| Du großer Gott, wenn Ich die Welt betrachte, die Du geschaffen durch Dein Allmachtswort, wenn Ich auf alle jene Wesen achte, die Du regierst und nährest fort und fort, Dann jauchzt mein Herz Dir, großer Herrscher, zu: "Wie groß bist Du! Wie groß bist Du!" dann jauchzt mein Herz Dir, großer Herrscher, zu: "Wie groß bist Du! Wie groß bist Du!" Und seh' ich Jesus auf der Erde wandeln in Knechtsgestelt voll Lieb' und großer Huld, wenn Ich im Geiste seh' Sein Göttlich' Handeln, am Kreuz bezahlen vieler Sünde Schuld, Dann jauchzt mein Herz Dir, großer Herrscher, zu: "Wie groß bist Du! Wie groß bist Du!" dann jauchzt mein Herz Dir, großer Herrscher, zu: "Wie groß bist Du! Wie groß bist Du!" Und auch den Geist vom Vater und vom Sohne verehren wir und preisen Seine Macht, wenn Er uns hebt bis zu des höchsten Throne, die Liebe uns hat zum Geschenk gemacht, Dann jauchzt mein Herz Dir, großer Herrscher, zu: "Wie groß bist Du! Wie groß bist Du!" dann jauchzt mein Herz Dir, großer Herrscher, zu: "Wie groß bist Du! Wie groß bist Du!" |

### Русский перевод (1912)
В 1912 году один из основателей евангельского движения в России Иван Степанович Проханов (1869—1935), которого можно назвать «Мартином Лютером» России, занимаясь переводами стихов Манфреда фон Глена, перевёл на русский язык слова и этого гимна. Известно, что Проханов очень любил этот гимн и часто его пел. Он включил его в сборник духовных песнопений, изданном в Ленинграде — «Кимвалы». У Боберга стихотворение состояло из 10 строф, Проханов написал по-русски текст песни из 8 куплетов. В 1922 году несколько сборников Проханова были объединены в большой том — «Песни Христиан». Позже прохановский перевод гимна вошёл в официальный сборник богослужебных гимнов евангельских христиан-баптистов Песнь Возрождения, являясь одним из наиболее популярных гимнов.
| Русский текст в переводе Проханова |
| --- |
| Великий Бог! Когда на мир смотрю я, На все, что Ты создал рукой Творца, На всех существ, кого, свой свет даруя, Питаешь Ты любовию Отца, - Припев: Тогда поёт мой дух, Господь, Тебе: Как Ты велик, как Ты велик! Когда смотрю я к небу, к звездам млечным, Где дивно светлые миры текут, Где солнце и луна в эфире вечном, Как в океане корабли плывут, - Когда весной природа расцветает, И слышу в дальней роще соловья, И аромат долины грудь вдыхает, И слух ласкает звонкий шум ручья, - Когда из туч нависших гром несется, И в ночи темной молния блестит. Когда над почвой тощей дождь прольется И радуга мой ясный взор пленит, - Когда читаю я повествованье, О чудных Божьих делах святых, Как Он людей — живое достоянье И возлюбил, и спас от бед земных, - Когда я вижу лик Христа смиренный, Кто людям в мире этом был рабом, Как на кресте Он умер, Царь вселенной, И нам прощенье приобрел крестом, - Когда соблазн мне сердце угнетает, И смертной скорбью дух мой удручен, И Он в любви ко мне главу склоняет, И нежным словом заглушает стон, - Когда Господь меня Сам призывает, И светит луч сияния Его, Тогда мой дух в смирении смолкает, Признав величие Бога Своего, - Припев: И лишь одно он вновь поет Тебе: Как Ты велик, как Ты велик! |

### Английские переводы

#### Гюстав Джонсон (1925)
В 1925 году Гюстав Джонсон (1893—1974) из колледжа «Норс Парк» (Чикаго, штат Иллинойс) сделал первый дословный перевод шведского текста. Но этот текст не стал популярным. Этот перевод отличается от современного английского текста, однако его по-прежнему можно встретить в некоторых сборниках гимнов. Дословный перевод Джонсона озаглавлен словами «O Mighty God, When I Behold the Wonder» (русск. О, всемогущий Боже, когда я вижу чудеса). Его перевод 1, 2 и 7-9 куплета были изданы в сборнике церковных гимнов «Covenant Hymnal» под заголовком «O Mighty God» в 1925 году.
Первые три псалтыря, переведённые на английский язык вошли в сборник церковных гимнов 1973 года — «Covenant Hymnal». Эта версия включала все девять строф оригинального стихотворения Карла Боберга. Авторы сборника считали необходимым заменить версию Джонсона на более популярную версию британского миссионера Стюарта Хайна «How Great Thou Art». Пастор и председатель «Covenant Hymnal Commission», Глен Уиберг поясняет:
Гимн «How Great Thou Art» в переводе Стюарта Хайна был широко популярен в конце 60-х — начале 70-х годов. Комиссия отстаивала права более популярной версии, но в то же время не отказывалась от перевода Гюстава Джонсона. К сожалению, мы были не в состоянии заплатить высокую цену, которую затребовало издательство, обладавшим авторскими правами на гимн, несмотря на то, что оригинал принадлежал Пресвитерианской Церкви Завета. Это один из парадоксов спекулятивной сделки, имевшей отношение к музыке!
Ниже приводится текст гимна, опубликованный в 1973 году в сборнике The Covenant Hymnbook:
| Английский | Русский перевод |
| --- | --- |
| O mighty God, when I behold the wonder Of nature’s beauty, wrought by words of thine, And how thou leadest all from realms up yonder, Sustaining earthly life with love benign, Припев: With rapture filled, my soul thy name would laud, O mighty God! O mighty God! When I behold the heavens in their vastness, Where golden ships in azure issue forth, Where sun and moon keep watch upon the fastness Of changing seasons and of time on earth. When crushed by guilt of sin before thee kneeling, I plead for mercy and for grace and peace, I feel thy balm and, all my bruises healing, My soul is filled, my heart is set at ease. And when at last the mists of time have vanished And I in truth my faith confirmed shall see, Upon the shores where earthly ills are banished I’ll enter Lord, to dwell in peace with thee. | О, всемогущий Боже, когда я вижу небеса На все, что Ты создал рукой Творца, На всех существ, кого, Свой свет даруя, Питаешь Ты любовию Отца, — Тогда поёт мой дух, Господь, Тебе: О, всемогущий Боже! О, всемогущий Боже! Когда смотрю на небо, где путь млечный, Где дивно светлые миры текут, Где солнце и луна в эфире вечном, Как в океане корабли, плывут, — Когда весной природа расцветает, И слышу в дальней роще соловья, И аромат долины грудь вдыхает, И слух ласкает звонкий шум ручья, — Когда из туч нависших гром несется И в ночи темной молния блестит, Когда над почвой тощей дождь прольется И радуга мой ясный взор пленит. |

В 1996 году «The Covenant Hymnal—A Worshipbook» заменили перевод Джонсона текстом оригинала. Редакторы объяснили это тем, что «версия Гюстава Джонсона наиболее близка к оригиналу, потому как при переводе Джонсон использовал архаичный язык». Глен Уиберг также отмечает: «Симпатия комиссии была на стороне оригинального текста гимна с шведским поэтическим переводом, однако члены комиссии пошли на компромисс. Они предложили не отказываться от перевода Джонсона и опубликовать его на обратной странице. Таким образом, и текст Карла Боберга, и перевод Гюстава Джонсона вошли в сборник. Интересно, что после перевода Джонсона на современный язык, в тексте гимна появились новые метафоры, что в целом создаёт впечатление незаконченного текста».

#### Стюарт К. Хайн (1949)
В 1933 году английские миссионеры преподобный Стюарт К. Хайн (1899—1989) со своей женой совершали служение среди украинского народа. В те годы Хайн впервые услышал это песнопение на русском языке. Стюарт Хайн тогда впервые всерьёз заинтересовался историей создания гимна, и чем больше он узнавал, тем серьёзнее становился интерес. Майкл Айленд пишет: «Хайн вместе со своей женой, Эдит, внимательно изучив русский перевод, начали активно использовать его в евангелизационной работе на западе Украины. Именно тогда Хайн впервые начал работать с текстами гимнов, написанными на русском языке». Встретив изданный в Нью-Йорке друзьями Проханова из Американского библейского общества, а позже напечатан в России сборник «Песни Христиан», Хайн начал использовать его для своих евангелизационных компаний. На Украине чета Хайнов ознакомились с русским переводом «O store Gud», вспоминая, как пели его дуэтом в тёмных, неевангелизированных местах, и какое влияние он оказывал на неверующих. Вскоре после этого Хайны отправились в Прикарпатскую Россию. Первые три куплета на английском языке были написаны под незабываемыми впечатлениями от Карпат (четвёртый куплет был позднее написан в Англии). На Карпатах Хайн, поражённый красотой гор, написал первые три куплета гимна на английском языке. Таким образом были написаны первые два куплета, вдохновлённые частично словами русского перевода гимна, частично чудесами, внушающими благоговейный страх. Во время евангелизации в Карпатах, когда преподобный Хайн со своей женой также раздавали Евангелия по сёлам, был переведён третий куплет. В 1939 году чета Хайнов после начала мировой войны вынуждена была вернуться в Британию, где и был написан последний четвёртый куплет. Полностью гимн «Великий Бог» на английском языке был напечатан Хайном в 1949 году со своим текстом и обработкой шведской мелодии.
Стюарт Хайн был методистским священнослужителем. Его родители активно трудились в Армии спасения. Сам Хайн обратился ко Христу 22 февраля 1914 года благодаря христианской просветительской деятельности мадам Энни Руалль, и в скорости после этого принял крещение. По словам Хайна, наибольшее влияние на него оказали учения английского проповедника и богослова Чарльза Сперджена.

##### 3 куплет
Одна из строф, добавленная Хайном, вошла в современный английский текст гимна:
| Английский | Русский перевод |
| --- | --- |
| And when I think that God, His Son not sparing, Sent Him to die, I scarce can take it in; That on the Cross, my burden gladly bearing, He bled and died to take away my sin. | Когда я вижу лик Христа смиренный, Кто людям в мире этом был рабом, Как на кресте Он умер, Царь вселенной, И нам прощенье приобрёл крестом. |

В своей книге «Великий Бог: как Велик Ты, Господи», Майкл Айленд пишет:

Это было свойственно для Хайна — отправиться в деревню и приложить все усилия, чтобы собрать полную информацию о том, что его интересовало. В данном случае, Хайна интересовало, сколько человек в этой украинской деревне приняли христианство. Он узнал, что единственными христианами в этой украинской деревне были мужчина по имени Дмитрий и его жена Людмила. Людмила умела читать, что, очевидно, было редким явлением для того времени. По словам самой Людмилы, навыки чтения она приобрела сама, не прибегая к чьей-либо помощи. Женщина также рассказала любопытную историю о том, как один российский солдат, живший в их деревне, забыл Библию, а Людмила нашла её. Именно Библия стала её первой книгой. Когда Хайн приехал в деревню и посетил дом Дмитрия, он услышал, как в соседний комнате, заполненной гостями, Людмила читала вслух Евангелие от Иоанна. На Украине (поскольку я знаю это на собственном опыте!) завершающая стадия исповеди (акт покаяния) требует от раскаивавшегося искренне сказать вслух о совершённых грехах. Тогда Хайны впервые услышали, как люди напрямую обращались к Богу. Люди обращались к Господу с просьбой о даровании терпения в пору скорби и высказывали упование на Его милость и поддержку. Хайн с женой не могли нарушить момент исполнения труда Святого Духа, поэтому остались снаружи и продолжили слушать. Хайн поспешно записал всё, что услышал из уст раскаившихся грешников(на русском языке). В конечном счёте, эти слова вошли в основу третьего куплета, который мы знаем сегодня: «Когда я вижу лик Христа смиренный, кто людям в мире этом был рабом, как на кресте Он умер, Царь вселенной, и нам прощенье приобрёл крестом». Оригинальный текст (англ.)It was typical of the Hines to inquire as to the existence of any Christians in the villages they visited. In one case, they found out that the only Christians that their host knew about were a man named Dmitri and his wife Lyudmila. Dmitri's wife knew how to read -- evidently a fairly rare thing at that time and in that place. She taught herself how to read because a Russian soldier had left a Bible behind several years earlier, and she started slowly learning by reading that Bible. When the Hines arrived in the village and approached Dmitri's house, they heard a strange and wonderful sound: Dmitri's wife was reading from the gospel of John about the crucifixion of Christ to a houseful of guests, and those visitors were in the very act of repenting. In Ukraine (as I know first hand!), this act of repenting is done very much out loud. So the Hines heard people calling out to God, saying how unbelievable it was that Christ would die for their own sins, and praising Him for His love and mercy. They just couldn't barge in and disrupt this obvious work of the Holy Spirit, so they stayed outside and listened. Stuart wrote down the phrases he heard the Repenters use, and (even though this was all in Russian), it became the third verse that we know today: "And when I think that God, His Son not sparing, Sent Him to die, I scarce can take it in.— Майкл Айленд
В времяголода на Украине в 1932—1933 годах, Хайн покинул Украину, и переехал в Восточную Европу. Однако, уже в 1939 году в разгар Второй мировой войны, Хайн вместе с женой возвращается в Англию. Супруги обосновались в графстве Сомерсет. Хайн продолжил служение проповеди Евангелия в Англии, помогая перемещённым беженцам из Польши.

##### 4 куплет
Четвёртая строфа гимна также написана Стюартом Хайном уже после Второй мировой войны. По воспоминаниям современников, Хайн проявлял большой интерес к судьбам поляков, высланных из Англии. Согласно некоторым источникам, на написание последнего куплета гимна, Хайна вдохновило их стремление вернуться на родину. По другим источникам, четвёртый куплет был написан Хайном в 1948 году после того, как Хайн и Дэвид Гриффитс посетили лагерь в Сассексе, где содержались перемещённые русские. Один из беженцев изложил Хайну свои доказательства второго пришествия Иисуса Христа. Эта история вдохновила Хайна на написание четвёртой строфы гимна, вошедшей в английский текст. Майкл Айленд отмечает:

Однажды во время церковной службы один мужчина рассказал чете Хайнов удивительную историю о том, как он был разлучён с любимой женой в самом конце войны, и с тех пор ни разу не видел её. В те годы, когда они расстались, она была христианкой, но он нет. Он принял христианство в зрелом возрасте после окончания войны. Его единственным желанием на протяжении всех этих лет было найти свою жену, чтобы быть вместе. Мужчина признался Хайну, что он никогда не верил в то, что снова увидит её. Теперь он мог надеяться лишь на то, что их встреча состоится только на небесах и благодаря распятию Спасителя он и его супруга обретут вечную жизнь в небесном царстве. Эти слова и вошли в основу четвёртого и последнего куплета гимна «How Great Thou Art»: «Когда Господь меня Сам призывает и светит луч сияния Его, тогда мой дух в смирении смолкает, признав величье Бога своего. И лишь одно он вновь поёт Тебе: как Ты велик, как Ты велик!»Оригинальный текст (англ.)One man to whom they were ministering told them an amazing story: he had been separated from his wife at the very end of the war, and had not seen her since. At the time they were separated, his wife was a Christian, but he was not, but he had since been converted. His deep desire was to find his wife so they could at last share their faith together. But he told the Hines that he did not think he would ever see his wife on earth again. Instead he was longing for the day when they would meet in heaven, and could share in the Life Eternal there. These words again inspired Hine, and they became the basis for his fourth and final verse to 'How Great Thou Art': «When Christ shall come with shout of acclamation to take me home, what joy shall fill my heart. Then we shall bow in humble adoration and there proclaim, My God How Great Thou Art!»— Майкл Айленд

##### Дополнительные куплеты
В книге Стюарта Хайна, «Не Вы, а Бог: доказательство верности Бога», Хайн опубликовал два ранее неизвестных куплета, переведённых с русского языка. В 1953 году были защищены авторские права на содержание текста. Оба куплета не вошли в текст сборников, издаваемых на территории США:
| Английский | Русский перевод |
| --- | --- |
| O when I see ungrateful man defiling This bounteous earth, God’s gifts so good and great; In foolish pride, God’s holy Name reviling, And yet, in grace, His wrath and judgment wait. When burdens press, and seem beyond endurance, Bowed down with grief, to Him I lift my face; And then in love He brings me sweet assurance: My child! for thee sufficient is my grace'. | Когда читаю я повествованье О чудных Божиих делах святых, Как Он людей — живое достоянье — И возлюбил, и спас от бед земных, — Когда соблазн мне сердце угнетает, И смертной скорбью дух мой удручён, И Бог в любви ко мне главу склоняет И нежным словом заглушает стон. |

##### Дальнейшая судьба гимна
В 1948 году Хайн завершил написание последнего куплета, а в 1949 полностью закончил перевод гимна на английский язык. В том же году российский журнал «Мир и благодать» опубликовал последние четыре куплета гимна, вошедшие в оригинальную версию. После этой публикации, «O store Gud» (How Great Thou Art) стал известен беженцам из пятнадцати стран мира, включая Северную и Южную Америку. Свою роль в популяризации гимна также сыграли английские миссионеры, посетившие британские колонии в Африке и Индии.
Слова этого гимна переведены Хайном на многие языки мира. Большинство текстов были опубликованы в книгах по евангелической литературе, среди которых такие издания, как «Восточные мелодии и гимны других земель» (1956) и «How Great Thou Art»: российские и восточные мелодии" (1958). Стюарт Хайн скончался 14 марта 1989 года. Поминальная служба состоялась 23 марта 1989 года и прошла в Доме молитвы, расположенном в Эссексе, Великобритания.

#### Версия «Manna Music» (1955)
В программе концерта, прошедшего в «Gustavus Adolphus College», сообщалось о том, что доктор Дж. Эдвин Орр (1912—1987]) («Fuller Theological Seminary», Лос-Анджелес, Пасадина) обнаружил ранее неизвестную запись гимна «How Great Thou Art». По его словам, запись была сделана в небольшой деревне около Деолали, Индия. Установлено, что гимн исполняется хором членами племени Нага из Ассамы вблизи Мьянмы. Представители племени самостоятельно переложили музыкальную гармонию, а миссионер из общества меннонитов расшифровал запись. Дж Эдвин Орр признался, что обнаруженная запись произвела на него очень сильное впечатление. Как сообщает официальный веб-сайт «Manna Music»:
Доктор Орр принял участие в богословской конференции на тему «Думайте не о том, какие великие дела Вы можете сделать во имя Господа, а задумайтесь, что Вы можете сделать для Него». В начале конференции он процитировал слова гимна, а затем исполнил его перед слушателями. Одними из постоянных участников конференции были дети известного автора-сочинителя и издателя христианской музыки Вернона Тима Спенсера, Хэл Спенсер и его сестра Лоретта. Именно они заинтересовались гимном и обратились к Орру с просьбой передать им текст гимна, чтобы показать его отцу. 
Вернон Тим Спенсер (1908—1974) также известен, как бывший участник группы «The Sons of the Pioneers», основавших издательскую компанию «Manna Music» с принадлежащим ей звукозаписывающим лейблом «Manna Records» в калифорнийском штате Бербанк в 1955 году. В 1954 году после переговоров Тима Спенсера со Стюартом Хайном, издательской фирме «Manna Music» были переданы авторские и издательские права, которые способствовали распространению популярности этого гимна. Во многом благодаря усилиям «Manna Music», гимн стал общедоступным. Редакторы «Manna Music» внесли ряд изменений в текст гимна. Таким образом, слова «творения» (англ. works) и «всемогущий» (англ. mighty) были заменены на слова «вселенная» (англ. worlds) и «раскатистый» (англ. rolling). По словам звукоинженеров «Manna Music», «внесённые изменения способствовали увеличению популярности гимна среди христиан всего мира».
Американским слушателям гимн «How Great Thou Art» был впервые представлен Биллом Карлом в 1958 году. Запись вошла в одноимённый альбом музыканта, выпущенный под лейблом «Sacred Records» (LP 9018). Песня также вошла в другой альбом Карла — «Who Hath Measured the Waters In the Hollow of His Hand» (Sacred Records LP 9041), выпущенного в том же году. Однако, по словам Стюарта Хайна, американским слушателям гимн был впервые представлен миссионером из Центральной Африки Джеймсом Колдуелом. Колдуел спел «How Great Thou Art» на Библейской конференции в Стоуни Брук, которая происходила на Лонг-Айленд в 1951 году.

##### Евангелизационная кампания Билли Грэма
«Причина, по которой я люблю «How Great Thou Art» состоит в том, что это один из немногих гимнов, прославляющих Бога. То, о чём говорится в гимне своего рода отводит взгляд христианина от самого себя и обращает его на Бога. Это один из самых любимых гимнов моей евангелизационной кампании, и я стараюсь использовать его как можно чаще.
Популярность гимна большей частью обусловлена тем, что его часто исполняли известные евангелистские певцы, например, Джордж Беверли Ши. Хотя гимн и был представлен американским слушателям, когда Джеймс Колдуел спел «Великий Бог» на Библейской конференции в Стоуни Брук, которая происходила на Лонг-Айленд в 1951 году, он не стал широко известным до тех пор, пока Клифф Барроуз и Беверли Ши из евангелизационной группы Билли Грэма не спели этот гимн во время известной Лондонской евангелизации на Харингейской Арене. Гимн стал «визитной карточкой» евангелизационной кампании Билли Грэма в 1950-е годы. Вскоре после этого текст был передан Джорджу Беверли Ши и его другу Джорджу Грэму, сотрудничавшему в 1954 году с издательской фирмой «Pikering and Inglis» в Лондоне. Барроуз также передал копию текста Полу Микелсону (ум. 21 октября 2001). В 1955 году песня использовалась в евангелизационной компании, проходившей в Торонто. Американская ассоциация звукозаписывающих компаний поместила запись Джорджа Беверли Ши на 204-е место в своём списке величайших музыкальных записей XX века. Майкл Айленд пишет:
Всё началось в 1954 году, когда команда Билли Грэма отправилась в Лондон для открытия евангелизационной кампании, которая должна была пройти на Харингейской Арене. Команда Грэма получила буклет, предназначавшийся миссионерам, работавшим по всему миру. В буклете был напечатан текст гимна в переводе Хайна. «Вначале они проигнорировали его, но, к счастью, спустя время вновь обратили на него внимание», — вспоминает Бад Боберг. Работая в тесном сотрудничестве с Хайном, команда Грэма успешно подготовила песню к новой евангелизационной кампании. Впервые кампания Грэма исполнила гимн в 1955 году в Торонто, но он не стал широко известным до тех пор, пока они не исполнили его в Медисон-сквер-гарден в 1957 году. По словам Клиффа Барроуза (давний партнёр Билли Грэма), в период кампании они спели этот гимн около ста раз, потому что публика постоянно просила их об этом.

#### Джозеф Бейли (1957)
В 1957 году Джозеф Т. Бэйли (1920—1986) делает перевод гимна для христианского общества «Интер-Варсити». Слова гимна были положены на музыку Джозефины Каррэдайн Диксон. Внучатый племянник Карла Боберга, Бад Боберг так отзывается о переводе Бейли:

Этот перевод наиболее близок к Бобергу, но я подозреваю, что в процессе работы у Джозефа Бейли под рукой находился перевод Хайна. Я уверен в этом, потому что в своём переводе, Джозеф использует фразу «Как Велик Ты, Господи». Кроме того, музыка Джозефины Диксон также очень напоминает Хайна. Бейли лишь добавил два собственных куплета".Оригинальный текст (англ.)It's a quite literal translation from Boberg, but I suspect that he had the Hine work at hand because he uses the phrase 'how great Thou art.' Also, the music by Josephine Carradine Dixon is similar to Hine's. He added two verses of his own.— Бад Боберг

#### Эрик Рутли (1982)
Выдающийся британский гимнолог Эрик Рутли (1917—1982), известный своим негативным отношением к гимну «How Great Thou Art» и его мелодии, написал новый текст, назвав его «O, Mighty God». Текст с обработкой шведской мелодии был опубликован в 1982 году. Это была одна из последних работ Рутли незадолго до его смерти. Перевод вошёл в книгу «Радуйтесь Богу: дополнение к священным писаниям» (1985) под номером 466.
В первой строфе английского гимна, получившего название по первой строке перевода текста на русский язык, есть слова «O Бог, мой Бог». Гимн с таким заголовком может встречаться в английских псалтырях, в которых названия гимнам иногда даются по первой строке их текста. В оригинальном стихотворении Карла Бобера, гимн начинается со слов «O Store Gud». Интерес к сочинению «O Store Gud» в Швеции возобновился вскоре после того, как гимн был переведён на английский язык. Шведский госпел-певец Эрик Халлин связывает это с 1967 годом, когда гимн исполнил американский певец Элвис Пресли. Халлин отметил, что факт исполнения гимна Элвисом Пресли послужил главной предпосылкой к возрождению «O Store Gud» в Швеции.

#### New Century Hymnal (1995)
В 1995 году Объединённая Церковь Христа опубликовала «Новый псалтырь столетия» (англ. New Century Hymnal), содержавший обновлённый перевод сочинения Боберга «O store Gud» на английский язык. Гимн назывался «O Mighty God, When I Survey in Wonder». По словам редакторов, «этот перевод и аранжировка были созданы специально для „New Century Hymnal“ с целью возродить значение и дух оригинального гимна Боберга».

##### Текст
O mighty God, when I survey in wonder
The world that formed when once the word you said,
The strands of life all woven close together,
The whole creation at your table fed,
My soul cries out in songs of praise to you,
O mighty God! O mighty God!
When your voice speaks in rolls of thunder pealing,
Your lightning power bursts in bright surprise;
When cooling rain, your gentle love revealing,
Reflects your promise, arcing through the skies.
The Bible tells the story of your blessing
So freely shed upon all human life;
Your constant mercy, every care addressing,
 relieving burdened souls from sin and strife.
And when at last, the clouds of doubt dispersing,
You will reveal what we but dimly see;
With trumpet call, our great rebirth announcing,
we shall rejoin you for eternity.
Then we will sing your praise forever more,
O mighty God! O mighty God!

### Другие версии
Слова этого гимна переведены на многие языки мира, включая китайский язык («祢真偉大»), японский язык, корейский язык (주 하나님 지으신 모든세계), индонезийский язык («Ajaib Tuhan», что означает «Великий Бог»), польский язык («Gdy na ten świat»), румынский язык («O, Doamne Mare!»), испанский язык («Cuán grande es Él»), вьетнамский язык («Lớn Bấy Duy Ngài»). Также существуют две версии на языке эсперанто. Первый перевод был сделан в 1966 году Уильямом Джоном Доунесом («Ho granda Dio, kiam mi rigardas»). В 1985 году Леонард Ивор Джентл сделал второй перевод («Sinjoro Dio, kiam mi miregas»).

### Румынский язык
Перевод на румынский язык сделал Жан И. Стенечи. В Румынии гимн известен под названием «O, Doame Mare!». Восемь куплетов с музыкой к ним были изданы в 1927 году в журнале «Cantarile Triumfului».

### Маори
Версия на языке народов Маори — «Whakaaria mai». Гимн впервые исполнили на знаменитом «Royal Command Performance» в 1981 году по случаю визита Королевы Елизаветы II в Новую Зеландию. В 1982 году конферансье Говард Моррисон (род. 1935) сделал запись гимна. Песня была выпущена в формате сингла. В музыкальных хит-парадах Новой Зеландии сингл провёл шесть месяцев, из которых пять недель занимал 1-е место.

## Текст
| Шведский текст | Английский текст |
| --- | --- |
| När tryckt av synd och skuld jag faller neder, Vid Herrens fot och ber om nåd och frid. Och han min själ på rätta vägen leder, Och frälsar mig från all min synd och strid. When burdens press, and seem beyond endurance, Bowed down with grief, to Him I lift my face; And then in love He brings me sweet assurance: 'My child! for thee sufficient is my grace'. När jag hör dårar i sin dårskaps dimma Förneka Gud och håna hvad han sagt, Men ser likväl, att de hans hjälp förnimma Och uppehållas af hans nåd och makt. O when I see ungrateful man defiling This bounteous earth, God’s gifts so good and great; In foolish pride, God’s holy Name reviling, And yet, in grace, His wrath and judgment wait. När jag hör åskans röst och stormar brusa Och blixtens klingor springa fram ur skyn, När regnets kalla, friska skurar susa Och löftets båge glänser för min syn. | O Lord my God! When I in awesome wonder Consider all the works Thy hands have made. I see the stars, I hear the rolling thunder, Thy power throughout the universe displayed. Припев: Then sings my soul, my Saviour God, to Thee; How great Thou art, how great Thou art! When through the woods and forest glades I wander And hear the birds sing sweetly in the trees; When I look down from lofty mountain grandeur And hear the brook and feel the gentle breeze: Припев And when I think that God, His Son not sparing, Sent Him to die, I scarce can take it in; That on the cross, my burden gladly bearing, He bled and died to take away my sin: Припев When Christ shall come with shouts of acclamation And take me home, what joy shall fill my heart! Then I shall bow in humble adoration, And there proclaim, my God, how great Thou art! Припев |

## Известные исполнители
В общей сложности, запись гимна «How Great Thou Art» сделало более чем 1700 различных исполнителей. Наиболее известными из них являются записи таких исполнителей, как Джордж Беверли Ши, Элвис Пресли, Пэт Бун, Алан Джексон, Анита Брайант, Кэрри Андервуд, Долли Партон, Чарли Дэниелз из группы «The Blackwood Brothers», Теннесси Эрни Форд (с «The Jordanaires» на бэк-вокале), Рой Роджерс и Конни Смит (альбом 1969 года «Back in Baby’s Arms»). Версия кантри-группы «The Statler Brothers» из альбома «Holy Bible New Testament», заняла 39-ю строчку в хит-параде «Hot Country Songs» в 1976 году.
Этот гимн стал заглавной песней второго госпел-альбома Элвиса Пресли — «How Great Thou Art» (RCA LSP/LPM 3758), выпущенный в марте 1967 года. Именно этот альбом принёс Пресли первую награду «Грэмми» (в категории «Духовный альбом»). Пластинка заняла 18-е место в американском хит-параде. Позднее в 1974 году Пресли получит ещё одну награду «Грэмми» за концертное исполнение заглавной песни с этого альбома (см. «Elvis As Recorded Live On Stage In Memphis»). Концерт состоялся 20 марта 1974 года в зале «Mid South Coliseum» (Мемфис, штат Теннеси). Для Пресли, выросшего в набожной семье, церковные гимны были одной из его любимых музыкальных тем.